# Tableaux pour la promenade des ducs d'Osuna

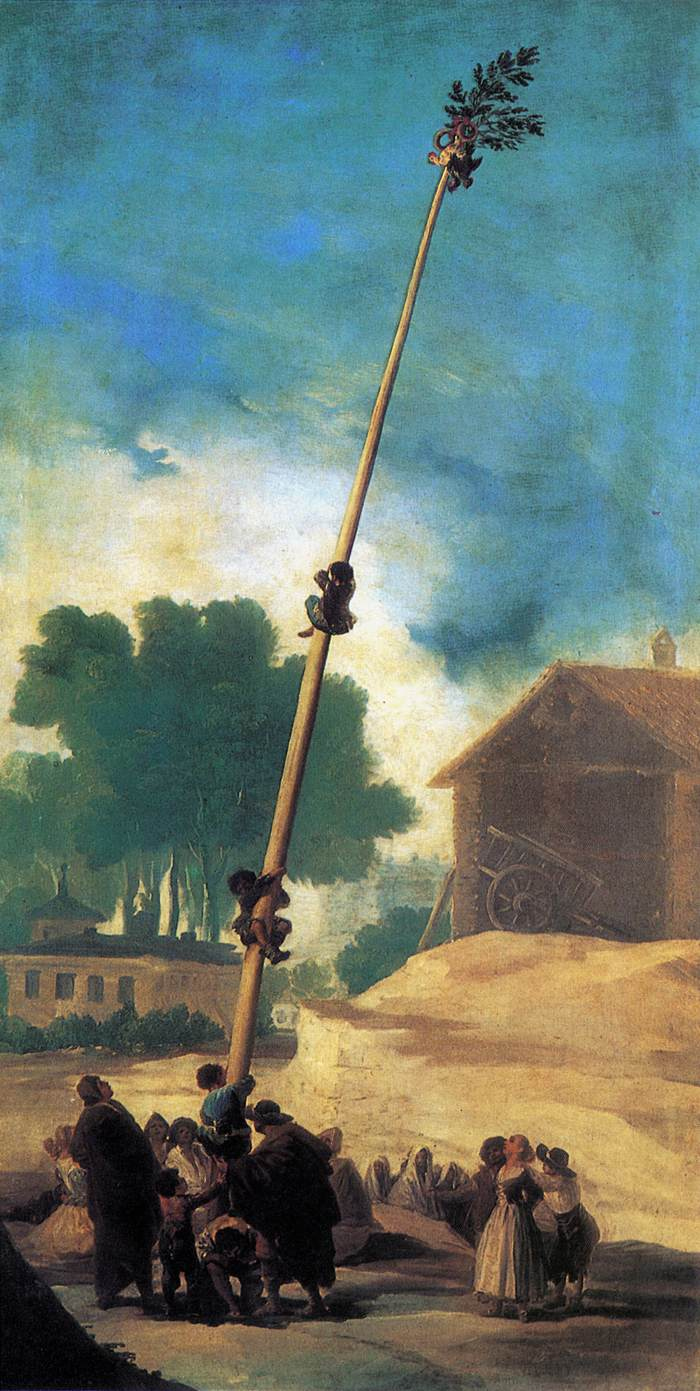
Le Mât de cocagne (1787).

La série des tableaux pour la promenade des ducs d'Osuna (en espagnol : cuadros para la alameda de los duques de Osuna) comprend sept peintures réalisées par Francisco de Goya entre 1786 et 1787. La maison de campagne des ducs d'Osuna — mécènes et amis du peintre — était connue comme le parc El Capricho, et se trouvait dans la banlieue de Madrid.
L'ensemble des œuvres conserve une étroite relation avec les cartons pour tapisseries — surtout concernant les couleurs employées dans le panorama lumineux —, dont la cinquième série a été achevée juste avant d'entamer ce projet. À cette époque, l'aragonais était un artiste réputé dans la cour et s'était forgé une bonne image dans les milieux puissants de la capitale.
Les œuvres font à présent partie de la Collection Marquesa de Montellano, qui par ailleurs conserve d'autres œuvres de Goya.
Cette série (1786-1787) ne doit pas être confondue avec d'autres tableaux peints par Goya, également destinés aux ducs d'Osuna, dans les années 1790. Bien qu'ils aient également décoré la maison de campagne des ducs, la critique s'est mise d'accord pour appeler cette série El Sueño de la razón (« Le Rêve de la raison »), du fait des thèmes relatifs à la sorcellerie abordés.

## Histoire
La comtesse de Benavente et duchesse d'Osuna, María Josefa Pimentel, et son mari, le duc Pedro de Alcántara Téllez-Girón y Pacheco, constituaient l'un des couples les plus cultivés et actifs dans le milieu des Lumières madrilènes. Goya en faisait partie et comptait parmi ses amis des Lumières telles que Leandro Fernández de Moratín et Juan Meléndez Valdés.
Quand ils entrèrent en contact avec le peintre, les ducs furent impressionnés par la facilité avec laquelle il faisait les cartons et, après avoir établi une étroite amitié, devinrent ses mécènes et lui demandèrent de réaliser une série de tableaux pour décorer leur maison de campagne. L'aragonais accepta et commença l'exécution des travaux pour l'Alameda de Osuna (es), après avoir terminé sa cinquième série des cartons pour tapisserie.
Le 22 avril 1787, ils transférèrent les peintures de la maison de Goya, accréditées comme « Juan Goya » sur la facture, à celle des Osuna. Le peintre reçut 22 000 réaux pour les œuvres connues et pour un portrait, perdu, des enfants des ducs. Un certain Joaquín Gómez se chargea de payer Goya pour son travail.

## Analyse

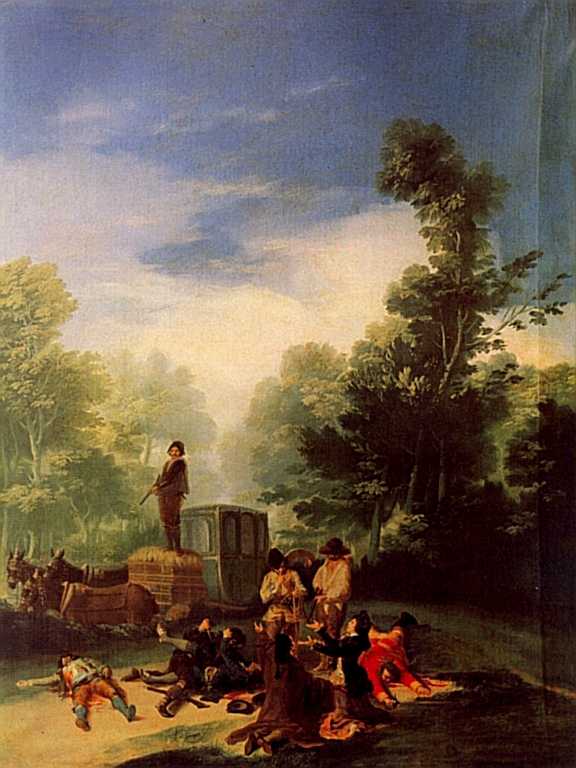
L'Attaque de la diligence (1787).

Les ducs firent une commande à Goya de toiles aux thèmes similaires à ceux que l'aragonais avait traités dans les cartons qu'il avait réalisés à la Fabrique royale de tapisserie. Pourtant, cette série présente de sérieuses différences esthétiques avec les cartons. Les personnages sont plus réduits pour accentuer le caractère théâtral et rococo du paysage. Goya démontre ici ses connaissances du Sturm und Drang, un courant définit quelques années auparavant par Anton Raphael Mengs.
Mais surtout, dans ces tableaux existe la violence, se différenciant drastiquement de l'atmosphère pacifique qui se respire dans les cartons. Le meilleur exemple est La Chute, où une femme souffre de ses blessures à la suite d'une chute d'un arbre. Dans L'Attaque de la diligence, on voit un homme blessé par balle tandis qu'un groupe de voleurs attaque les passagers de la diligence.
Dans La Conduite d'une charrue est détaillée la journée de travail d'un groupe d'humbles ouvriers. La préoccupation pour les classes basses est l'une des caractéristiques principales du préromantisme, dont Goya avait assimilé les idéaux au contact de Lumières comme Gaspar Melchor de Jovellanos. Le premier tableau qui fait référence à cette facette du peintre est Le Maçon ivre (1786-1787).
Dans toute la série, les thèmes ruraux, tranquilles et aimables dominent, comme pour les cartons. La gamme chromatique est harmonieuse et agréable, bien que Goya — affirme Glendinning —, croit qu'il faut arrêter de peindre des scènes de loisirs champêtres pour les résidences situées dans la banlieue d'une grande ville.
Goya plante le même décors que dans ses œuvres pour la fabrique royale de tapisserie : les rives du Manzanares et ses alentours. Mais le fait que la violence fait irruption dans certaines scènes de cette série situe les deux ensembles dans des pôles opposés.
Le Mât de cocagne est solidement lié à des œuvres de Goya comme Le Cerf-volant et d'autres du néoclassicisme français. Attaque de la diligence évoque elle La Dispute à la Venta nueva : tous les deux introduisent une note de violence au milieu d'un paysage agréable. C'est le deuxième tableau le plus cher de la série (3 000 réaux), bien qu'il soit plus petit que La Conduite d'une charrue et Procession de village (2 500 réaux).
En représentant dans ses tableaux des travailleurs de bas niveau social, Goya accentue leurs vices, peut-être pour faire comprendre qu'ils sont la cause de leur position inférieure dans la société moderne.
Cet élitisme apparaît de nouveau dans Procession de village, un tableau qui montre des mœurs populaires espagnoles profondément encrées dans les villages, mais qui avaient été dédaignées par les Lumières. Charles III les avait interdites en 1777, mais la mesure eut peu d'effet dans les zones rurales. Goya traite ici avec peu de respect le maire et la plupart des riches de provinces qui apparaissent physiquement déformés.

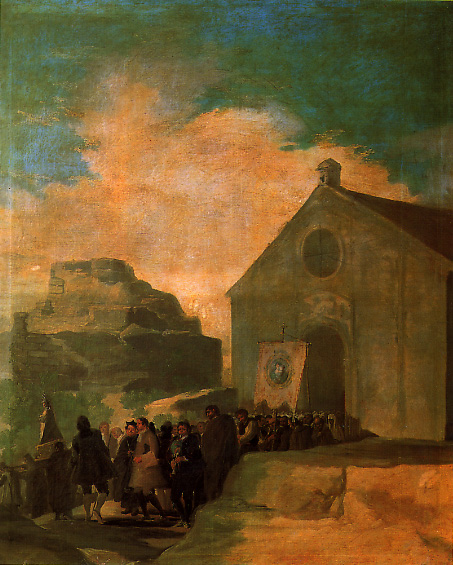
Procession de village (1787).

Le critique anglais reconnaît en La Neige et Le Maçon blessé — ainsi que son ébauche, le cité Maçon ivre —, commencées à cette époque, les précédents les plus directs de ces toiles. Pour la première fois, l'artiste introduit dans ses cartons — qui jusque-là étaient des compositions allègres et festives — une évocation de danger, ce qui fait penser que le peintre ne croit plus au pittoresque en vigueur et souhaite se séparer des mœurs imposées dans les cartons.
La Balançoire est un reflet de celle qui a été réalisée presque 10 ans auparavant pour la fabrique royale. Mais ici, comme dans toute la série, le coup de pinceau est plus vigoureux et n'approfondit pas les détails, contrairement aux tapisseries.
Le Mât de cocagne et Procession de village représentent des scènes de l'Espagne rurale et sont toutes deux fortement enracinées dans une iconographie propre au XVIIIe siècle. Dans la deuxième, le coup de pinceau estompé permet d'apprécier au maximum les fêtes patronales espagnoles, si communes à la fin de ce siècle.
L'Attaque de la diligence est la composition la plus complexe de celles entreprises par Goya pour El Capricho. L'effet de violence produit par l'attaque y est mitigé par la disposition des personnages, de la composition et du chromatisme. Les tonalités du paysage contrastent avec la gravité de l'agression, qui passe au second plan à cause de la disposition par Goya du cadavre dans l'angle inférieur gauche. À tous points de vue, ce sont les assaillants qui occupent le plus grand protagonisme de la scène. Malgré cela, les deux tiers de la toile se consacrent à l'exposition d'un paysage d'un beau ciel et à la végétation luxuriante. Ce tableau est à mettre en opposition à la peinture à l'huile sur fer-blanc peinte en 1793, Asalto de ladrones, où l'attaque prend au contraire toute son importance, et ou le paysage est dominé par un ton ocre et terreux.

## Liste des œuvres
- Le Mât de cocagne, 169 × 88 cm. Collection privée, Madrid, Espagne[10]
- La Balançoire, 169 × 100 cm. Collection privée, Madrid, Espagne[11]
- La Chute, 169 × 98 cm. Collection privée, Madrid, Espagne[12]
- L'Attaque de la diligence, 130 × 131 cm. Collection privée, Madrid, Espagne[13]
- Procession de village, 169 × 137 cm. Collection privée, Madrid, Espagne[14]
- La Conduite d'une charrue, 166 × 154 cm. Collection privée de Planeta Corporación, Barcelone, Espagne[15]
- Apartado de toros, 165 × 285 cm. Localisation inconnue[16]